# Vieux-Moulin, Oise
Vieux-Moulin är en kommun i departementet Oise i regionen Hauts-de-France i norra Frankrike. Kommunen ligger i kantonen Compiègne-Sud-Est som tillhör arrondissementet Compiègne. År 2022 hade Vieux-Moulin 600 invånare.

## Befolkningsutveckling
Antalet invånare i kommunen Vieux-Moulin
| Referens: INSEE |